# Elsie Owusu
Elsie Owusu OBE és una arquitecta de Ghana. Membre fundadora i primera presidenta de la Societat d'Arquitectes Negres. És també coneguda per haver codirigit la remodelació de l'edifici del Tribunal Suprem del Regne Unit en 2009 i treballat a l'estació de metro de Green Park.

## Educació i carrera
Owusu va estudiar al Streatham and Clapham High School de Londres.

## Premis
Va ser votada Dona Empresària africana de l'Any en 2014.
Va ser nomenada Oficial de l'Ordre de l'Imperi Britànic en els Birthday Honours de 2003.